# NGC 3036
NGC 3036 је расејано звездано јато у сазвежђу Прамац које се налази на NGC листи објеката дубоког неба.
Деклинација објекта је - 62° 40' 32" а ректасцензија 9h 49m 15,9s. Привидна величина (магнитуда) објекта NGC 3036 износи 12,7. NGC 3036 је још познат и под ознакама ESO 126-SC27.